# Nhữ Châu
Nhữ Châu (chữ Hán giản thể: 汝州市, Hán Việt: Nhữ Châu thị) là một thị xã cấp phó địa khu của địa cấp thị Bình Đỉnh Sơn, tỉnh Hà Nam Cộng hòa Nhân dân Trung Hoa.
Thị xã Nhữ Châu được thành lập năm 1988 từ huyện Lâm Nhữ (còn gọi là huyện Lương). Thị xã này có diện tích 1.571,82 km², dân số năm 2018 là 968.400 người. Thị xã Nhữ Châu có mã số bưu chính 467500.

## Lịch sử
Năm Khai Hoàng thứ 4 (584) thời Tùy Văn Đế lập Y Châu, đến năm Đại Nghiệp thứ 2 (606) thời Tùy Dạng Đế đổi tên thành Nhữ Châu, trụ sở đặt tại huyện Lương, và đây là lần đầu xuất hiện tên gọi “Nhữ Châu”. Đến năm Thiên Bảo thứ nhất (742) thời Đường Huyền Tông đổi Nhữ Châu thành quận Lâm Nhữ. Quận Lâm Nhữ bao gồm 6 huyện là Lương, Lâm Nhữ, Giáp, Lỗ Sơn, Long Hưng, Diệp. Cả 6 huyện này đều chịu sự quản lý của kinh thành. Đến năm Càn Nguyên thứ 1 (758) thời Đường Túc Tông lại đổi tên quận Lâm Nhữ thành Nhữ Châu.
Đầu niên hiệu Hồng Vũ  thời Minh Thái Tổ thì bỏ huyện Lương nhập vào Nhữ Châu. Tới tháng 9 năm Thành Hóa thứ 12 (1476) thời Minh Hiến Tông thì Nhữ Châu là châu trực lệ duy nhất trong tỉnh Hà Nam, do các châu cấp huyện khác đều thăng làm phủ. Tới tháng 3 năm Dân Quốc thứ 2 (1913) đổi châu trực lệ Nhữ Châu thành huyện Lâm Nhữ, thuộc đạo Dự Tây (trụ sở tại Lạc Dương). Tháng 8 năm 1988 nâng cấp huyện Lâm Nhữ thành thị xã Nhữ Châu, do thành phố Bình Đỉnh Sơn quản lý. Tháng 6 năm 2011 thị xã Nhữ Châu được thí điểm làm thị xã do tỉnh Hà Nam trực tiếp quản lý (phó địa cấp thị), tới ngày 1 tháng 1 năm 2014 thì chính thức trở thành phó địa cấp thị do tỉnh Hà Nam trực tiếp quản lý, nhưng tới ngày 1 tháng 1 năm 2018 thì quyền quản lý bộ phận hành chính lại được giao lại cho địa cấp thị Bình Đỉnh Sơn.

## Phân chia hành chính
Nhữ Châu chia thành 21 đơn vị cấp hương, gồm 6 nhai đạo biện sự xứ, 13 trấn và 2 hương.
- Nhai đạo: Môi Sơn, Phong Huyệt Lộ, Chung Lâu, Tẩy Nhĩ Hà, Nhữ Nam, Tử Vân Lộ.
- Trấn: Ký Liệu, Ôn Tuyền, Lâm Nhữ, Tiểu Đồn, Dương Lâu, Mãng Xuyên, Miếu Hạ, Mễ Miếu, Lăng Đầu, Chỉ Phường, Đại Dục, Hạ Điếm, Tiêu Thôn.
- Hương: Vương Trại, Kỵ Lĩnh.